# Lexemuel Ray Hesler
Lexemuel Ray Hesler est un botaniste américain, né le 20 février 1888 à Veedersburg (Indiana) et mort en 1977.

## Biographie
Il est le fils de Clinton F. Hesler et de Laura Iris née Youngblood. Il est obtient son Bachelor of Arts au Wabash College en 1911, son Doctorat of Laws en 1913 et son Ph. D. à l’université de Cornell en 1914.
Il se marie avec Esther Collins le 2 juillet 1914. Il enseigne à l’université de Cornell de 1912 à 1919 puis à celle du Tennessee de 1919 jusqu’en 1958. Il se retire alors comme doyen et professeur émérite.
Hesleer est notamment l’auteur de Mushrooms of the Great Smokies (1960), de Manual of Fruit Diseases avec Herbert Hice Whetzel (en) (1877-1944) (1917), de Species of Hygrophorus avec Alexander Hanchett Smith (1904-1986) et de Species of Crepidotus (1965).

## Note
1. ↑  Exemplaire numérique sur Internet Archive.